# St. Antonius (Tenholt)

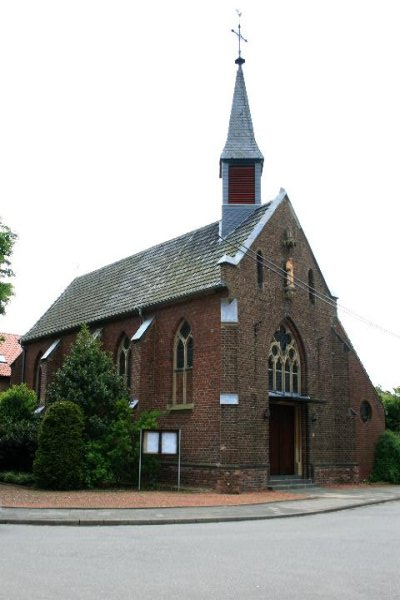
St. Antonius in Tenholt

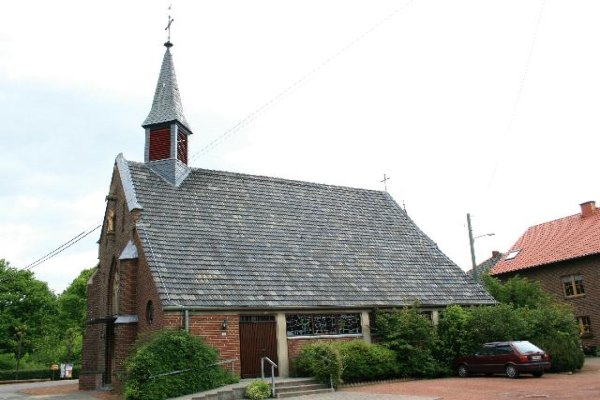
St. Antonius mit Seitenschiff

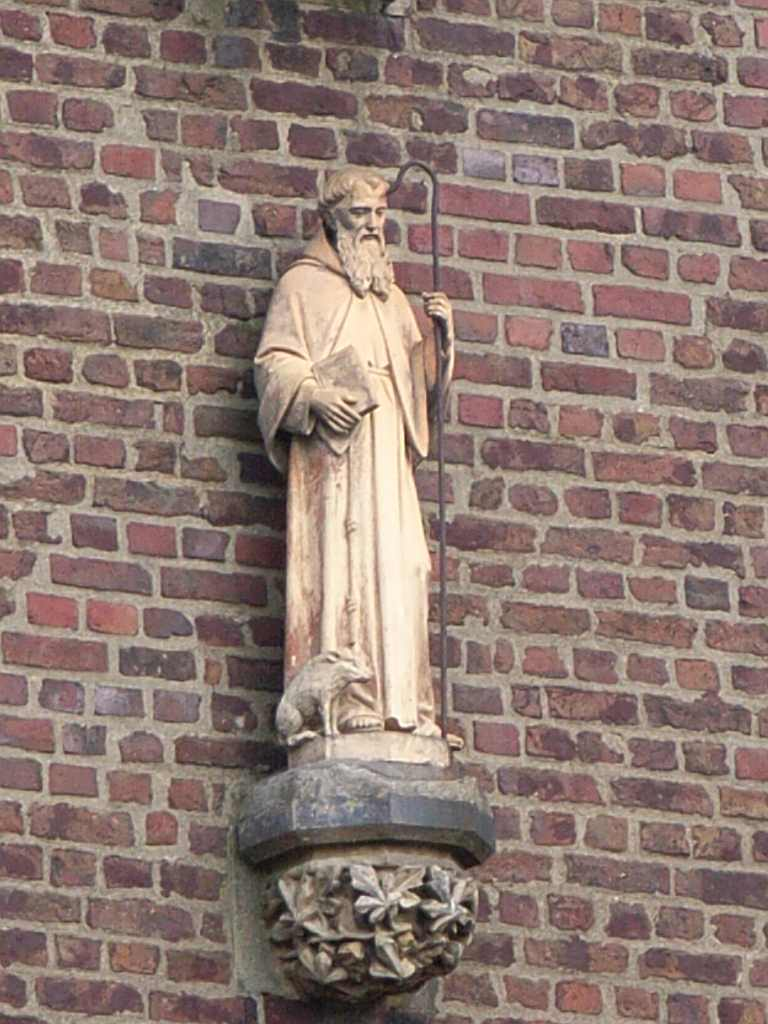
Antoniusfigur über dem Eingang

Die Kirche St. Antonius ist die römisch-katholische Filialkirche des Ortsteils Tenholt der Stadt Erkelenz im Kreis Heinsberg (Nordrhein-Westfalen).
Die Kirche ist unter Nummer 282 in die Liste der Baudenkmäler in Erkelenz eingetragen.

## Geschichte
Eine Kapelle in Tenholt wurde im 17. Jahrhundert errichtet. Ob es vorher bereits eine Kapelle gab, ist nicht bekannt. Dieses barocke Bauwerk wurde Mitte des 19. Jahrhunderts baufällig. So wurde der Kölner Architekt Heinrich Nagelschmidt zum Bau einer neuen Kirche beauftragt. Dieses in neogotischen Baustil errichtete Bauwerk konnte 1864 fertiggestellt werden. Die Saalkirche besitzt einen dreiseitig geschlossenen Chor mit Sterngewölbe. Das Schiff besitzt drei Joche. In den 1950er Jahren wurde die Kirche zu klein. Daraufhin  baute man an die Südwand 1957 bis 1958 ein Seitenschiff an. Des Weiteren wurde eine Sakristei angebaut. Die Pläne hierzu lieferte der Erkelenzer Architekt Josef Viethen.
Tenholt war immer eine Filiale der Pfarre Erkelenz. Seit 2010 gehört sie zur Pfarre „St. Maria und Elisabeth Erkelenz“, diese wurde 2015 aufgehoben und mit der Pfarrei „St. Lambertus Erkelenz“ zur neuen Pfarrei „Christkönig Erkelenz“.

## Ausstattung
Die Fester im alten Teil der Kirche schuf Maria Katzgrau zwischen 1946 und 1948, Hermann Gottfried die Fenster des Anbaus im Jahr 1959 und Will Völker aus Lövenich  1958 das Fenster im Seitenschiff.

## Glocken
| Nr. | Name | Durchmesser (mm) | Masse (kg, ca.) | Schlagton (HT-1/16) | Gießer                                             | Gussjahr |
| 1   | -    | 430              | 46              | b"                  | Hans Hüesker, Fa. Petit & Gebr. Edelbrock, Gescher | 1952     |
| 2   | -    | 350              | 28              | es"'                | -                                                  | 1679     |

Motiv: Duett

## Pfarrvikare
Folgende Priester wirkten bis zur Auflösung der Pfarrvikarie 2010 als Pfarrvikar an St. Antonius:
- 1927–1939: Anton Lövenich
- 1939–1943: Wilhelm Nußbaum
- 1943–1947: Erich Barkholt
- 1947–1956: Otto Frings
- 1956–1976: Alois Edwin Lautenschlager
- 1976–1980: Vakant
- 1980–1990: Bernhard Martin Otten
- 1990–2010: Günter Salentin